# Германская почта в Китае
Германская почта в Китае (нем. Deutsche Post in China) появилась как следствие создания поддерживаемых германским правительством имперских пароходных компаний, обслуживавших регион Дальнего Востока и, кроме всего прочего, занимавшихся почтовыми перевозками.

## История

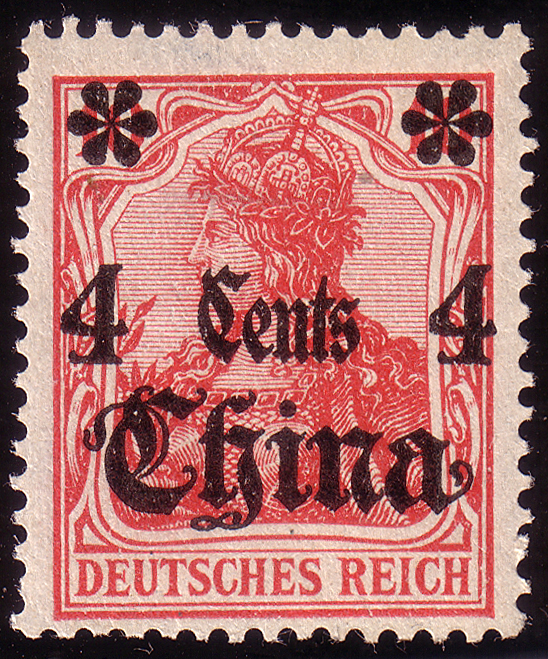
Марка германской почты в Китае, 1905(Sc #39)

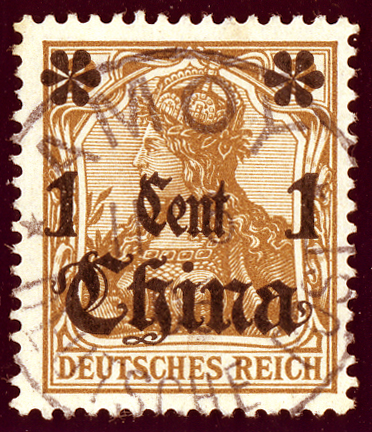
Марка германской почты в Китае, 1906(Mi #38)

С созданием в Германии подобных дальневосточных пароходных почтовых линий появились и первые немецкие почтовые отделения в Китае. Так, первый германский почтовый чиновник был отправлен в Шанхай на первом же немецком почтовом пакетботе, ушедшем в эту страну. 16 августа 1886 года он открывает первое в Китае отделение германской рейхспочты. В декабре 1896 года оно получает статус почтамта (то есть учреждения германского министерства почт). В октябре 1889 года в германском консульстве в Тяньцзине открывается почтовое отделение, превращённое в июне 1900 года также в почтамт; в консульстве Германии в Чифу открывается почтовое отделение в июне 1892 года и соответственно в июне 1900 года преобразовывается в почтамт.
После создания на территории Китая германской колонии Циндао и подавления восстания ихэтуаней в 1900 году деятельность германской почты в Китае существенно расширяется. 11 сентября 1900 года немецкий почтамт открывается в Пекине. Кроме этого, в бассейне Янцзы, 1 апреля 1900 начинает работу немецкий почтамт в Ханькоу и 28 октября того же года — в Чжэньцзяне. В Южном Китае в июне 1900 открывается германское почтовое отделение в Фучжоу, в 1902 — в Амое и в Гуанчжоу. В связи с ростом значения германской почтовой службы на Дальнем Востоке в 1901 году в Шанхае организуется Германская почтовая дирекция, руководящая работой отделений на территории Китая и в Циндао.
В связи с расширением германо-китайской торговли и промышленных связей, в 1903 году были открыты отделения германской почты в речных портах Нанкин и Ичан, в апреле 1904 открывается германский почтамт в Цзинаньфу, конечной станции Шаньдуньской железной дороги. Ещё в 1903 были открыты такие же отделения в крупных пунктах этой железной дороги — Чжэньчжоуфу и Чжонцуне. Последние из отделений германской почты в Китае были основаны в 1904 году в Сватоу, Тонку и Вэйфане (последние два просуществовали недолгое время). В последующие годы ряд этих почтамтов был закрыт. К марту 1917 года в Китае существовало 13 германских почтамтов, и все они были закрыты после вступления в этом же году Китая в Первую мировую войну на стороне стран Антанты.
Каждое из отделений германской почты в Китае возглавлялось немецким почтовым чиновником, зачастую — военнослужащим из службы полевой почты. В качестве почтовых служащих работали китайцы. В 1914 году в службе Германской почты в Китае находились 33 немецких почтовых чиновника, 34 почтовых служащих-китайца и ещё 104 китайцев-рассыльных, упаковщиков, грузчиков и проч.
Почтовые тарифы, взимаемые за пересылаемую корреспонденцию германской почтой в Китае для отправлений в Германию и в германские колонии, с июля 1908 года соответствовали общегерманскому почтовому тарифу. С 1894 года все отделения германской почты в Китае являлись членами Всемирного почтового союза.

## Галерея: выпуски почтовых марок

Почтовые марки германской почты в Китае

Почтовые марки германской колонии Циндао